# Grup de la beudantita
El grup de la beudantita és un grup de minerals de la classe dels fosfats que pertany al supergrup de l'alunita. Els membres del grup de la beudantita tenen un reemplaçament no ordenat 1:1 dels tetraèdres de SO₄ per tetraèdres AsO₄ o PO₄. La fórmula del grup és AM₃(XO₄)(SO₄)(OH)₆; en aquest cas, les posicions A es troben emplenades per cations divalents: Ca, Sr o Pb. Els membres del grup són els següents:
| Grup de la beudantita | AM₃(XO₄)(SO₄)(OH)₆       |
| Beudantita            | PbFe₃(AsO₄)(SO₄)(OH)₆    |
| Cloudita              | BaFe³⁺₃(PO₄)(SO₄)(OH)₆   |
| Corkita               | PbFe₃(PO₄)(SO₄)(OH)₆     |
| Gal·lobeudantita      | PbGa₃(AsO₄)(SO₄)(OH)₆    |
| Hidalgoïta            | PbAl₃(AsO₄)(SO₄)(OH)₆    |
| Hinsdalita            | PbAl₃(PO₄)(SO₄)(OH)₆     |
| Kemmlitzita           | SrAl₃(AsO₄)(SO₄)(OH)₆    |
| Oberwolfachita        | SrFe3+ 3(AsO₄)(SO₄)(OH)₆ |
| Svanbergita           | SrAl₃(PO₄)(SO₄)(OH)₆     |
| Weilerita             | BaAl₃(AsO₄)(SO₄)(OH)₆    |
| Woodhouseïta          | CaAl₃(PO₄)(SO₄)(OH)₆     |

## Galeria

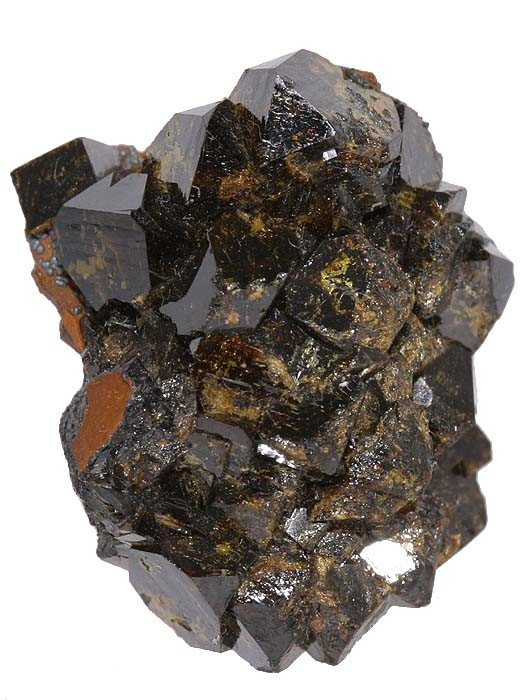
Beudantita
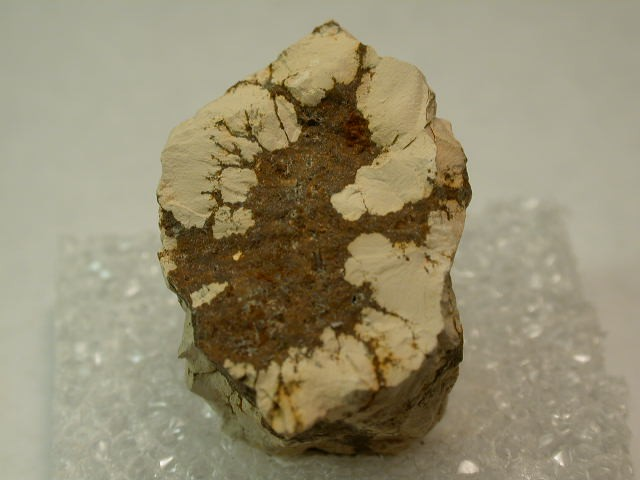
Hidalgoïta
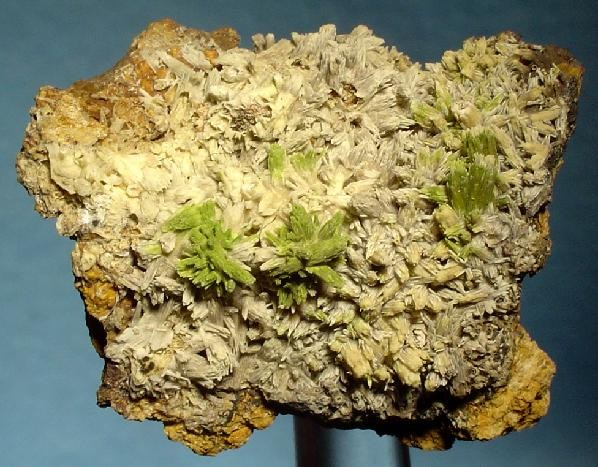
Hinsdalita (ocre) pseudomorfitzant piromorfita (verd)